# ショーン・ブラッドリー
ショーン・ポール・ブラッドリー（Shawn Paul Bradley, 1972年3月22日 - ）は、西ドイツ（現ドイツ）ランドシュトゥール出身の元プロバスケットボール選手。選手時代にはダラス・マーベリックスでセンターとして活躍。父親がアメリカ軍に従軍していた関係で西ドイツで生まれ、アメリカ合衆国のユタ州キャッスルデールで育ったため、ドイツとアメリカの二重国籍を取得している（国際試合はドイツ代表として出場）。また、彼の身長は7 ft 6 in（229cm）であり、NBA史上最も背の高い選手の1人である。

## NBA経歴

### フィラデルフィア・76ers
その高身長ゆえに、ドラフト前から名を馳せていたがために、1993年のNBAドラフトにて1巡目全体2位でフィラデルフィア・76ersから指名された。1993年11月5日のワシントン・ブレッツ戦でNBAデビューを果たして6得点、5リバウンド、1アシスト、1スティール、8ブロックを記録し、チームは94-82で勝利した。
1994年2月18日のポートランド・トレイルブレイザーズ戦で膝蓋骨を脱臼する怪我を負い、残りのルーキーシーズンを全休することとなった。このシーズン、ブラッドリーはシーズン平均10.3得点、6.2リバウンド、3.0ブロックを記録し、NBAオールルーキーセカンドチームに選出された。
2年目となる1994-95シーズン、1994年11月18日のロサンゼルス・クリッパーズ戦でキャリアハイとなる22リバウンドを含む28得点、1アシスト、1スティール、9ブロックを記録し、チームは97-83で勝利した。このシーズン、ブラッドリーは全82試合に出場してシーズン通算274ブロックを記録し、シーズン通算ブロック数のフランチャイズ記録を更新した。

### ニュージャージー・ネッツ
1995年12月頃にデリック・コールマンとのトレードでニュージャージー・ネッツへ移籍した。1996年2月19日のワシントン・ブレッツ戦でNBA史上最も背の高いゲオルゲ・ムレシャン（身長231cm）と対戦し、シーズンハイとなる27得点を含む9リバウンド、4ブロックを記録し、チームは99-81で勝利した。3月5日のダラス・マーベリックス戦でキャリアハイとなる32得点を含む15リバウンド、4アシスト、1スティール、3ブロックを記録したが、チームは117-127で敗れた。同月12日のフェニックス・サンズ戦で8得点、12リバウンド、10ブロックを記録したが、チームは88-98で敗れた。また、翌日のワシントン・ブレッツ戦で自身初のトリプル・ダブルとなる19得点、17リバウンド、11ブロックを記録し、2試合連続で10ブロック以上を記録したNBA史上初の選手となった。

### ダラス・マーベリックス

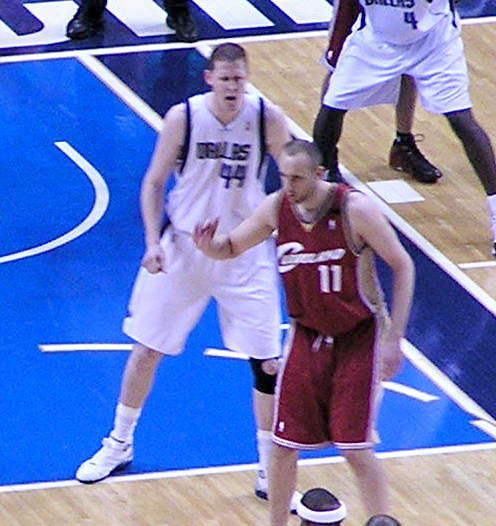
マブスでのブラッドリー（左）
（2005年）

1997年2月にトレードでダラス・マーベリックスへ移籍した。
1998年4月7日のポートランド・トレイルブレイザーズ戦で、ベンチ出場ながらキャリアハイとなる13ブロックを含む22得点、22リバウンドのトリプル・ダブルを記録したが、チームは91-99で敗れた。なお、1試合で20得点、20リバウンド、10ブロック以上を記録するのは、カリーム・アブドゥル＝ジャバー、エルヴィン・ヘイズ、アキーム・オラジュワン、シャキール・オニールに次いでNBA史上5人目であり、ベンチ出場ではNBA史上初であった。
2000-01シーズン、ブラッドリーはシーズン通算228ブロックを記録し、シーズン通算ブロック数のフランチャイズ記録を更新した。この頃、マーベリックスはスティーブ・ナッシュ、ダーク・ノヴィツキーなどの台頭もあり、プレーオフ進出などに大きく貢献した。
2005年6月頃に現役引退を表明した。

## 個人成績

### NBA

#### レギュラーシーズン
| シーズン  | チーム | GP  | GS  | MPG  | FG%  | 3P%  | FT%  | RPG | APG | SPG | BPG  | PPG  |
| --------- | ------ | --- | --- | ---- | ---- | ---- | ---- | --- | --- | --- | ---- | ---- |
| 1993–94   | PHI    | 49  | 45  | 28.3 | .409 | .000 | .607 | 6.2 | 2.0 | .9  | 3.0  | 10.3 |
| 1994–95   | PHI    | 82* | 59  | 28.8 | .455 | .000 | .638 | 8.0 | .6  | .7  | 3.3  | 9.5  |
| 1995–96   | PHI    | 12  | 11  | 27.8 | .443 | ---  | .760 | 8.8 | .7  | .7  | 3.2  | 8.8  |
| 1995–96   | NJN    | 67  | 57  | 29.8 | .443 | .250 | .679 | 7.9 | .8  | .6  | 3.7  | 12.5 |
| 1995-96計 | NJN    | 79  | 68  | 29.5 | .443 | .250 | .687 | 8.1 | .8  | .6  | 3.6  | 11.9 |
| 1996–97   | NJN    | 40  | 38  | 30.7 | .436 | .000 | .664 | 8.1 | .5  | .6  | 4.0  | 12.0 |
| 1996–97   | DAL    | 33  | 32  | 32.1 | .461 | .000 | .642 | 8.7 | 1.0 | .5  | 2.7  | 14.6 |
| 1996-97計 | DAL    | 73  | 70  | 31.3 | .449 | .000 | .654 | 8.4 | .7  | .5  | 3.4* | 13.2 |
| 1997–98   | DAL    | 64  | 46  | 28.5 | .422 | .333 | .722 | 8.1 | .9  | .8  | 3.3  | 11.4 |
| 1998–99   | DAL    | 49  | 33  | 26.4 | .480 | .000 | .748 | 8.0 | .8  | .7  | 3.2  | 8.6  |
| 1999–00   | DAL    | 77  | 54  | 24.7 | .479 | .200 | .765 | 6.5 | .8  | .9  | 2.5  | 8.4  |
| 2000–01   | DAL    | 82  | 35  | 24.4 | .490 | .167 | .787 | 7.4 | .5  | .4  | 2.8  | 7.1  |
| 2001–02   | DAL    | 53  | 16  | 14.3 | .479 | .000 | .922 | 3.3 | .4  | .5  | 1.2  | 4.1  |
| 2002–03   | DAL    | 81  | 39  | 21.4 | .536 | .000 | .806 | 5.9 | .7  | .8  | 2.1  | 6.7  |
| 2003–04   | DAL    | 66  | 5   | 11.7 | .473 | .000 | .837 | 2.6 | .3  | .5  | 1.1  | 3.3  |
| 2004–05   | DAL    | 77  | 14  | 11.5 | .452 | ---  | .683 | 2.8 | .2  | .3  | .8   | 2.7  |
| 通算      | 通算   | 832 | 484 | 23.5 | .457 | .103 | .716 | 6.3 | .7  | .6  | 2.5  | 8.1  |

#### プレーオフ
| シーズン | チーム | GP | GS | MPG  | FG%  | 3P%  | FT%  | RPG | APG | SPG | BPG | PPG |
| -------- | ------ | -- | -- | ---- | ---- | ---- | ---- | --- | --- | --- | --- | --- |
| 2001     | DAL    | 10 | 10 | 25.6 | .529 | ---  | .769 | 7.1 | .5  | .4  | 3.9 | 6.4 |
| 2002     | DAL    | 7  | 0  | 3.6  | .500 | ---  | ---  | .7  | .0  | .0  | .1  | .9  |
| 2003     | DAL    | 17 | 7  | 14.5 | .400 | .000 | .750 | 3.8 | .3  | .2  | .8  | 2.9 |
| 2004     | DAL    | 2  | 0  | 1.5  | ---  | ---  | ---  | .0  | .0  | .0  | .0  | .0  |
| 2005     | DAL    | 7  | 0  | 3.9  | .667 | ---  | .500 | .9  | .0  | .0  | .3  | 1.3 |
| 通算     | 通算   | 43 | 17 | 13.0 | .478 | .000 | .741 | 3.4 | .2  | .2  | 1.1 | 3.0 |

## メディア出演
1996年の映画『スペース・ジャム』にカメオ出演しており、マグシー・ボーグス、ラリー・ジョンソン、チャールズ・バークレー、パトリック・ユーイングと並び、不遇のNBAスターの1人として描かれている。

## 私生活
両親も背が高く、父親は203cm、母親は183cmある。妻アネットとの間に1人の息子（チャンス）と4人の娘（シャイアン、シエラ、チェルシー、チャリティー）を持つ。ちなみに全員イニシャルが「C」である。